# 요괴워치 4
요괴워치 4: 우리는 같은 하늘을 바라보고 있어(일본어: 妖怪ウォッチ4: ぼくらは同じ空を見上げている, Yo-kai Watch 4)는 LEVEL-5가 닌텐도 스위치용으로 개발하고 배급한 액션 롤플레잉 게임이다. 이름에서 알 수 있듯이 요괴워치 비디오 게임의 주요 시리즈 중 4번째 게임이다. 전작인 요괴워치 3와 달리 요괴워치 4는 처음에 2019년 6월 일본에서 단일 버전으로 출시되었다. 개선판인 요괴워치 4++(Yo-kai Watch 4++)는 스위치와 플레이스테이션 4용으로 일본에 2019년 12월 출시되었다.

## 평가
| 평가                                     |       |
| ---------------------------------------- | ----- |
| 평론 점수 평론사 점수 패미츠 37/40 [ 1 ] |       |
| 평론 점수                                |       |
| 평론사                                   | 점수  |
| 패미츠                                   | 37/40 |